# Dermot Mulroney
Dermot Mulroney (født 31. oktober 1963 i Alexandria, Virginia i USA) er en amerikansk skuespiller og stemmeskuespiller. Han har haft roller i Min Bedste Vens Bryllup, Zodiac, Burn After Reading samt tv-serierne Friends og New Girl.

## Filmografi
| År   | Titel                         | Rolle                     | Bemærkning     |
| ---- | ----------------------------- | ------------------------- | -------------- |
| 1988 | Sunset                        | Michael Alperin           |                |
| 1988 | Young Guns                    | Dirty Steve Stephens      |                |
| 1989 | Staying Together              | Kit McDermott             |                |
| 1989 | Survival Quest                | Gray Atkinson             |                |
| 1989 | Longtime Companion            | John                      |                |
| 1990 | Bright Angel                  | George Russell            |                |
| 1991 | Career Opportunities          | Nestor Pyle               |                |
| 1991 | Samantha                      | Henry                     |                |
| 1992 | Where the Day Takes You       | King                      |                |
| 1993 | Silent Tongue                 | Reeves McCree             |                |
| 1993 | Point of No Return            | J. P.                     |                |
| 1993 | The Thing Called Love         | Kyle Davidson             |                |
| 1994 | Bad Girls                     | Josh McCoy                |                |
| 1994 | There Goes My Baby            | Pirate                    |                |
| 1994 | Angels in the Outfield        | Mr. Bomman                |                |
| 1994 | Scene Six, Take One           | Wolf                      |                |
| 1995 | Copycat                       | Reuben Goetz              |                |
| 1995 | Kærlighedens mønster          | Sam                       |                |
| 1995 | Living in Oblivion            | Wolf Überman              | Også producer  |
| 1996 | Kansas City                   | Johnny O'Hara             |                |
| 1996 | The Trigger Effect            | Joe                       |                |
| 1996 | Box of Moonlight              | Wick                      |                |
| 1996 | Bastard Out of Carolina       | Lyle Parsons              |                |
| 1997 | Min bedste vens bryllup       | Michael O'Neal            |                |
| 1999 | Goodbye Lover                 | Jake Dunmore              |                |
| 2000 | Trixie                        | Dexter "Dex" Lang         |                |
| 2000 | Where the Money Is            | Wayne MacKay              |                |
| 2001 | The Safety of Objects         | Jim Train                 |                |
| 2001 | Investigating Sex             | Edgar Faldo               |                |
| 2001 | Lovely & Amazing              | Kevin McCabe              |                |
| 2002 | Rundt om Schmidt              | Randall Hertzel           |                |
| 2004 | Undertow                      | John Munn                 |                |
| 2004 | Hair High                     | Rod                       | Stemmeskuespil |
| 2005 | The Wedding Date              | Nick Mercer               |                |
| 2005 | Must Love Dogs                | Bob Connor                |                |
| 2005 | The Family Stone              | Everett Stone             |                |
| 2006 | Griffin & Phoenix             | Henry Griffin             |                |
| 2007 | Dante's Inferno               | Dante Alighieri           | Stemmeskuespil |
| 2007 | Zodiac                        | Captain Marty Lee         |                |
| 2007 | Georgia Rule                  | Dr. Simon Ward            |                |
| 2007 | Gracie                        | Bryan Bowen               |                |
| 2008 | Jolene                        | Uncle Phil                |                |
| 2008 | Burn After Reading            | Star of "Coming Up Daisy" |                |
| 2008 | Flash of Genius               | Gil Previck               |                |
| 2010 | Inhale                        | Paul Stanton              |                |
| 2011 | Abduction                     | Martin Price              |                |
| 2011 | J. Edgar                      | Colonel Schwarzkopf       |                |
| 2011 | The Family Tree               | Jack Burnett              |                |
| 2012 | Struck by Lightning           | Neal Phillips             |                |
| 2012 | The Grey                      | Jerome Talget             |                |
| 2012 | Big Miracle                   | Colonel Scott Boyer       |                |
| 2012 | Trade of Innocents            | Alex Becker               |                |
| 2013 | Space Warriors                | Andy Hawkins              |                |
| 2013 | Stoker                        | Richard Stoker            |                |
| 2013 | The Rambler                   | The Rambler               |                |
| 2013 | Jobs                          | Mike Markkula             |                |
| 2013 | Familien                      | Steve Heidebrecht         |                |
| 2015 | Careful What You Wish For     | Elliott Harper            |                |
| 2015 | Truth                         | Lawrence Lanpher          |                |
| 2015 | Insidious: Chapter 3          | Sean Brenner              |                |
| 2015 | Northpole: Open for Christmas | Ian Hanover               |                |
| 2015 | The D Train                   | Himself                   |                |
| 2016 | Dirty Grandpa                 | David Kelly               |                |
| 2016 | Lavender                      | Patrick                   |                |
| 2017 | Sleepless                     | Stanley Rubino            |                |
| 2017 | The Mountain Between Us       | Mark                      |                |
| 2018 | I Still See You               | August Bittner            |                |